# سیسیلین حلقه‌دار
سیسیلین حلقه‌دار (نام علمی: Siphonops annulatus) نام یک گونه از راسته سمندرهای کرمی است.